# Haltesicht
Die Haltesicht ist eine Sichtweite am Knotenpunkt und dient als Parameter für den Entwurf von Straßen. Es handelt sich dabei um die Sichtweite, die ein auf einer Knotenpunktszufahrt befindlicher Fahrzeugführer haben sollte, um die Vorfahrtsregelung rechtzeitig erkennen und entsprechend reagieren (sprich halten) zu können. Entscheidend für die erforderliche Haltesichtweite ist neben der gefahrenen Geschwindigkeit auch die Längsneigung der Knotenpunktszufahrt sowie die Streckenführung. Liegt der Knotenpunkt in einer engen Kurve, ist die Vorfahrtsregelung dem Fahrzeugführer vor der Kurve anzukündigen.
Die Haltesichtweite richtet sich bei Innerortsstraßen nach der zulässigen Geschwindigkeit und der Längsneigung der Straße, außerorts nach der Entwurfsklasse der Straße und der Längsneigung.